# Запорожтрансформатор
ЧАО Запорожтрансформатор (ЗТР) (укр. ПрАТ «Запоріжтрансформатор») — предприятие электротехнической промышленности Украины, один из крупнейших производителей трансформаторного оборудования. Производит силовые масляные трансформаторы, электрические реакторы и управляемые шунтирующие реакторы. Расположенно в Запорожье. По оценке 2012 года входило в десятку крупнейших мировых производителей трансформаторного оборудования и занимало 4 % глобального рынка этой продукции. С 2001 года в составе финансово-промышленной группы «Энергетический стандарт» К. Григоришина, в 2022 году было национализировано на период военного положения.

## Общая информация
- Проектная мощность завода по выпуску трансформаторного и реакторного оборудования составляет 60 тыс. мегавольт-ампер (МВА) в год.
- Общая площадь территории предприятия составляет более 700 тыс. м²., производственная площадь — 230 тыс. м².
- Исторический максимум производства был достигнут в 1988 году и составил более 70 тыс. МВА.
- В 2012 году было изготовлено 564 трансформатора и реактора суммарной мощностью 50,3 тыс. МВА.
- На предприятии действует интегрированная система менеджмента для комплексного решения вопросов качества продукции, экологической безопасности, охраны труда и здоровья работников. Система менеджмента качества, соответствующая международному стандарту ISO 9001 внедрена с 1995 года. Интегрированная система менеджмента предприятия сертифицирована на соответствие международным стандартам ISO 9001:2008, ISO-14001:2004, OHSAS 18001:2007. Сварочное производство сертифицировано на соответствие стандарту ISO 3834-2:2005[12].
- Действуют региональные представительства ПАО «ЗТР» в Российской Федерации в г. Москва и в Республике Казахстан в г. Алматы. По состоянию на 2011 год «Запорожтрансформатор» был одним из двух основных поставщиков трансформаторов в Российской Федерации[13].
- География поставок предприятия насчитывает 86 стран мира (2013 год)[14].
- С 2014 предприятие является убыточным[10]. В октябре 2019 года было открыто судебное производство по делу о банкротстве «Запорожтрансформатора» по заявлению самого предприятия[15].

## История
Строительство Запорожского трансформаторного завода было начато в 1947 году с целью изготовления трансформаторного оборудования и высоковольтной аппаратуры для восстановления и развития электроэнергетики СССР в послевоенный период.
В 1949 году был изготовлен и испытан первый трансформатор мощностью 1000 кВА на класс напряжения 10 кВ.
В 1961 году на предприятии впервые в СССР начат выпуск быстродействующего переключающего оборудования. В 1966 году изготовлен первый в мире автотрансформатор напряжением 750 кВ (мощностью 417 МВА). В 1971 году завод стал головным предприятием производственного объединения «Запорожтрансформатор», созданного на базе ряда местных электротехнических предприятий.
Производственное объединение было основным производителем силовых трансформаторов переменного тока общего назначения различной мощности СССР. В 1989 году годовой объём выпуска трансформаторов составлял 55 % от их общего производства в стране, а доля ПО в общегосударственном объёме экспорта — 60 %.
Завод изготавливал трансформаторы для большого числа предприятий энергетики и промышленности, в том числе для: Куйбышевской ГЭС, Красноярской ГЭС, Богучанской ГЭС, Саяно-Шушенской ГЭС, Ленинградской АЭС (Россия), Асуанского гидрокомплекса (Египет), Славянской и Углегорской ГРЭС, Южно-Украинской, Хмельницкой, Запорожской и Чернобыльской АЭС (Украина).
С 1990 года завод выпускает электрические (шунтирующие) реакторы, а с 1996 года — управляемые шунтирующие реакторы — оборудование FACTS для управляемой компенсации реактивной мощности и стабилизации уровня напряжения в высоковольтных сетях.
В 1994 году, в результате приватизации, предприятие было преобразовано в акционерное общество «Запорожтрансформатор». В 2001 году предприятие вошло в финансово-промышленную группу «Энергетический стандарт» Константина Григоришина.
5 ноября 2022 года решением Ставки Верховного Главнокомандующего под председательством Президента Украины на период военного положения предприятие было национализировано, а акции предприятия перешли в собственность государства.

## Продукция
Предприятие выпускает силовые масляные трансформаторы и автотрансформаторы общего и специального назначения мощностью от 1000 кВА до 1250 МВА на классы напряжения от 10 кВ до 1150 кВ (одно- и трёхфазные, двух- и трехобмоточные, с расщепленными обмотками, с регулированием под нагрузкой и регулированием без возбуждения), шунтирующие реакторы и управляемые шунтирующие реакторы.

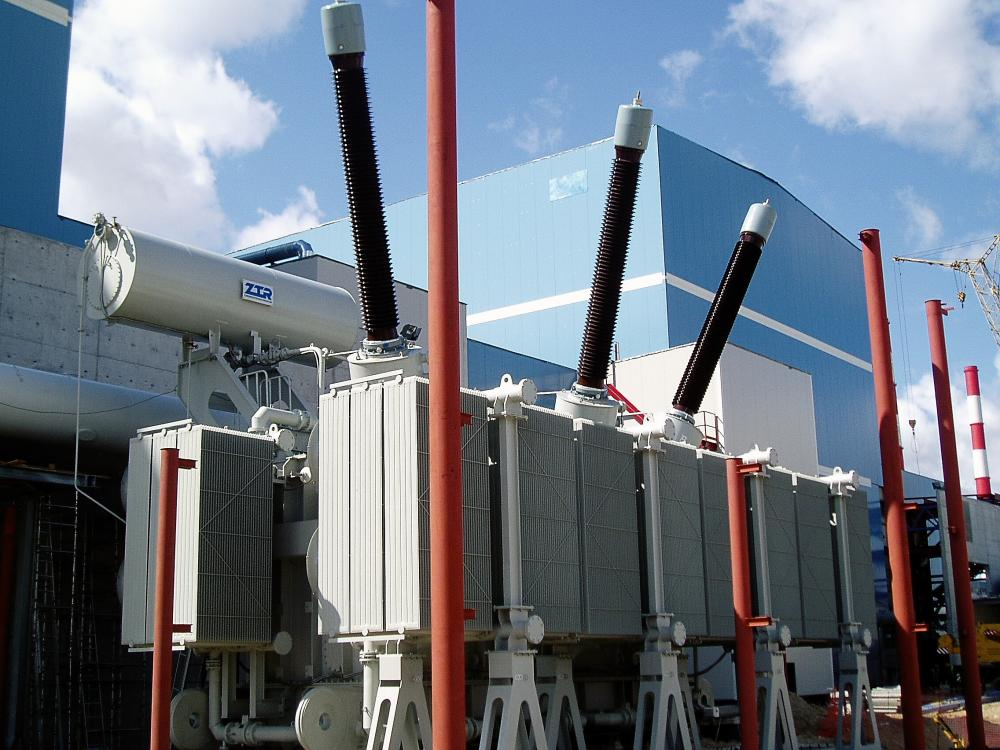
Трехфазный генераторный трансформатор 500000 кВА 500кВ, Сургутская ГРЭС-2, Россия

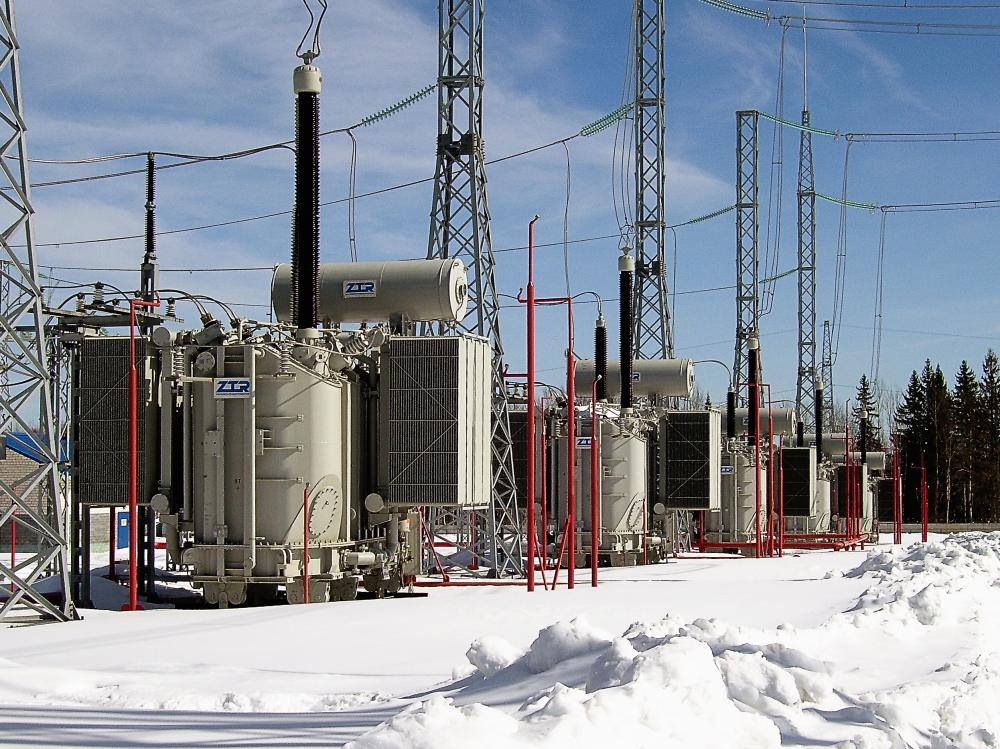
Группа однофазных автотрансформаторов 167 000 кВА 500 кВ на подстанции Емелино, ФСК ЕЭС, Россия

- Силовые масляные трансформаторы и автотрансформаторы общего и специального назначения
  - Генераторные повышающие трансформаторы;
  - Автотрансформаторы;
  - Трансформаторы для подстанций магистральных (220 кВ — 1150 кВ) и распределительных (35 — 150 кВ) электрических сетей, а также для подстанций промышленных предприятий;
  - Трансформаторы собственных нужд электростанций и подстанций;
  - Пуско-резервные трансформаторы;
  - Трансформаторы для линий электропередачи постоянного тока и преобразовательных подстанций;
  - Специальные трансформаторы (печные, фазоповоротные, линейно-регулировочные, заземляющие и другие).
- Электрические реакторы
  - Шунтирующие реакторы;
  - Нейтральные реакторы;
  - Сглаживающие реакторы.
- Управляемые шунтирующие реакторы

Проектирование и производство оборудования выполняется согласно требованиям международных и национальных стандартов:
- ДСТУ, ГОСТ, МЕК (IEC), IEEE, ANSI, BS, IRAM, UNE и др.

## Услуги
Предприятие оказывает сервисные услуги по монтажу, ремонту и модернизации трансформаторного оборудования собственного производства и изготовленного другими производителями.
- Шеф-монтаж оборудования;
- Комплексная и специальная диагностика;
- Ремонты любой сложности;
- Модернизация и продление срока службы, в том числе с увеличением мощности оборудования;
- Поставка запасных частей и комплектующих;
- Консультационная поддержка.

## Потребители продукции и услуг

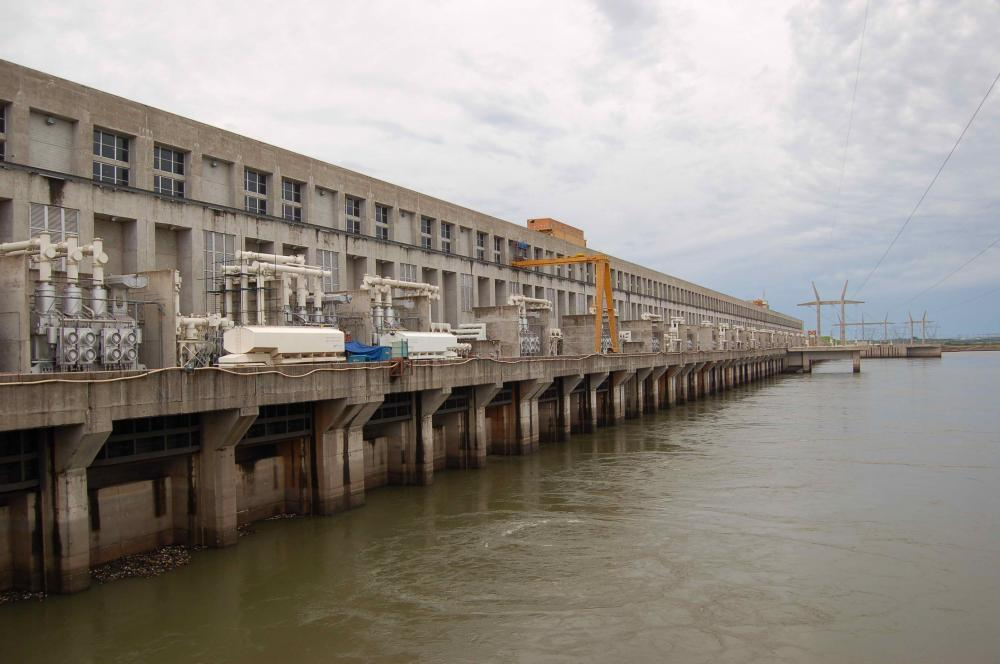
Трансформаторы на ГЭС Ясирета, Аргентина

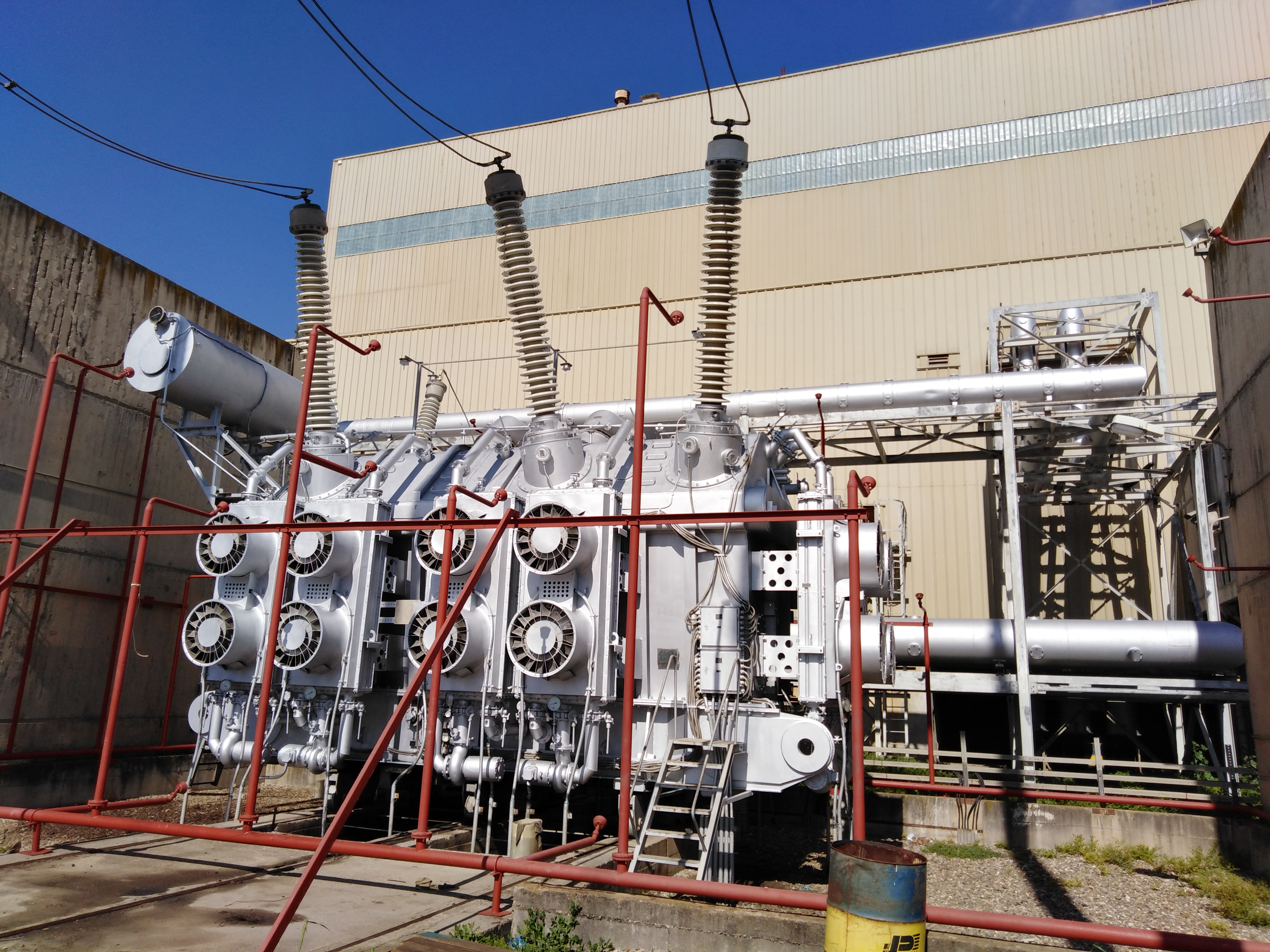
Трансформатор на ТЭС Джиджель (ТЭС), Алжир

Потребителями продукции и услуг ЗТР являются предприятия электроэнергетики, промышленности и коммунальной сферы.
Электроэнергетика
- Генерирующие компании:
  - Гидроэлектростанции (ГЭС, ГАЭС);
  - Тепловые электростанции (ТЭС, ТЭЦ, ГРЭС);
  - Атомные электростанции (АЭС);
  - Ветроэлектростанции (ВЭС);
  - Солнечные электростанции (СЭС);
  - Геотермальные электростанции[17].

- Передающие компании:
  - подстанции магистральных электрических сетей 220—1150 кВ.
- Распределительные компании:
  - подстанции распределительных сетей 35—150 кВ.

Промышленность
- Чёрная и цветная металлургия;
- Добыча нефти и газа;
- Добывающая промышленность;
- Железные дороги;
- Предприятия легкой и пищевой промышленности;
- Другие предприятия.

## Награды
26 июля 1966 года Указом Президиума Верховного Совета СССР завод был награждён Орденом Трудового Красного Знамени «За досрочное выполнение семилетнего плана и увеличение выпуска продукции».
Один работник предприятия был отмечен званием Героя социалистического труда, трое — Ленинской премией.

## Социальная сфера
Социальная сфера предприятия включает в себя санаторий-профилакторий «Чайка» на острове Хортица, детский оздоровительный лагерь, спортивный комплекс, Дворец культуры «ЗТР».
С 1992 г. «Запорожтрансформатор» взял шефство над неоднократным призёром СССР и обладателем европейского кубка 1983 г., мужским гандбольным клубом «ЗИИ», который с тех пор получил новое название — «ZTR». Команда «ZTR» — многократный чемпион Украины, играет в Суперлиге. На базе ГК «ZTR» создана команда ЗТР-СДЮШОР (школа олимпийского резерва), в состав которой входят около 400 детей и подростков района и города возрастом от 10 до 17 лет.